# Serémange-Erzange
Serémange-Erzange é uma comuna francesa na região administrativa de Grande Leste, no departamento de Mosela. Estende-se por uma área de 3,75 km², com 4 035 habitantes, segundo os censos de 1999, com uma densidade de 1 076 hab/km².